# Bellota peckhami
Bellota peckhami là một loài nhện trong họ Salticidae.
Loài này thuộc chi Bellota. Bellota peckhami được María Elena Galiano miêu tả năm 1978.